# Das Höllentor
Das Höllentor (Originaltitel: 地獄門 Jigokumon) ist ein Spielfilm des japanischen Regisseurs Teinosuke Kinugasa aus dem Jahr 1953. Das Historiendrama basiert auf einem in der Heian-Zeit angesiedelten Theaterstück des zeitgenössischen Autors Kan Kikuchi. Erzählt wird von einem seiner Leidenschaft unterliegenden Samurai-Krieger (dargestellt von Kazuo Hasegawa), der mit allen Mitteln um die Gunst einer verheirateten Frau (Machiko Kyō) buhlt. Das Höllentor wurde von dem japanischen Filmstudio Daiei produziert.
Der Film war das Ergebnis bewusster Bemühungen seitens des Filmproduzenten Masaichi Nagata, einen preisgekrönten Film für das Ausland zu produzieren und langfristige Investitionen in die Filmtechnologie zu tätigen. Erfolgreich wurde dabei ein traditioneller japanischer Stoff mit den neuesten westlichen Farbfilm-Standards kombiniert. Ebenso wie mit Rashomon – Das Lustwäldchen (1950) und Ugetsu – Erzählungen unter dem Regenmond (1953) trug Nagata mit Das Höllentor zur Internationalisierung des japanischen Kinos in den 1950er Jahren bei. Der Film gewann als erster japanischer Beitrag den Hauptpreis der Internationalen Filmfestspiele von Cannes und wurde bei der Oscarverleihung mit zwei Preisen ausgezeichnet. Daraufhin folgten nach demselben Muster weitere international erfolgreiche asiatische Filme.

## Handlung
Japan, zur Zeit der Heiji-Rebellion im Jahr 1159: Kiyomori herrscht im Namen des schwachen Kaisers über das Land. Als Rebellen Minamotos den Palast in Sanjō angreifen, um die Tochter des Kaisers gefangen zu nehmen, greift man zu einer List – die Hofdame Kesa nimmt freiwillig den Platz in der Kutsche der Prinzessin ein und verlässt den Palast, wodurch die Angreifer abgelenkt werden. Kesa wird u. a. von dem Samurai Morito begleitet, der sich in die attraktive Frau verliebt. Morito kann Kiyomori rechtzeitig über den Aufstand informieren und auch einen Spion töten. Auf diese Weise können die Rebellen schnell besiegt werden. Die Köpfe der getöteten Rebellenanführer werden am sogenannten „Höllentör“, dem Eingang des Palasts, aufgehängt.
Als Dank für Moritos Einsatz wird ihm von Kiyomori ein Wunsch gewährt. Daraufhin bittet der Krieger um die Hand von Kesa. Diese ist aber überraschenderweise schon mit Wataru verheiratet, woraufhin der Bitte nicht entsprochen werden kann. Morito beharrt jedoch auf seiner Forderung und entführt die zarte Hofdame. Er setzt sie unter Druck und droht Kesa, sie und ihre Familie zu töten, sollte sie ihn nicht erhören. Kesa gibt unter der Bedingung nach, dass Morito zuerst ihren Ehemann ermordet.
Morito folgt den Instruktionen Kesas und dringt nachts in das Schlafzimmer von Wataru ein. Er schlägt mit seinem Schwert auf den scheinbar schlafenden Körper ein und tötet damit unwissentlich Kesa. Überzeugt, dass ihr Ehemann niemals im Zweikampf gegen Morito bestehen könnte, hatte sie Wataru in ihr Zimmer gelockt und durch anmutig gereichten Wein in Schlaf versetzt. Um ihren Mann zu schützen und nicht ihre Ehre zu verlieren, nahm sie seinen Platz im Schlafgemach ein und erwartete Morito.
Nach dem Mord an Kesa legt Morito sein Leben in die Hände des Witwers, der ihm verzeiht. Laut Wataru solle nicht noch mehr Blut vergossen werden. Morito beschließt, seine Schuld als Mönch abzugelten.

## Entstehungsgeschichte
Anfang der 1950er Jahre setzte Masaichi Nagata, Präsident des japanischen Filmstudios Daiei, alles daran, den Erfolg von Rashomon – Das Lustwäldchen (1950) im Ausland zu wiederholen. Nagata trat als prominenter Befürworter für eine Internationalisierung des japanischen Kinos und für technologischen Fortschritt ein. Seiner Meinung nach bedingten sich diese beiden Faktoren gegenseitig. Der Nutzen der neuesten westlichen Technik war wesentlich, dass japanische Filme in ausländischen Märkten konkurrieren konnten. Umgekehrt waren der internationale Ruf und die Erträge aus dem ausländischen Markt wichtig für inländische Innovationen.
Nach der Veröffentlichung des ersten japanischen Spielfilms in Farbe, Carmen kehrt heim (カルメン故郷に帰る, karumen kokyo ni kaeru, 1951) von Keisuke Kinoshita, experimentierten Nagata und sein technischer Berater Michio Midorikawa mit dem von Shōchiku verwendeten Fuji-Farbfilm. Das heimische Material galt jedoch als eher glanzlos und mangelhaft bei der Darstellung von Rottönen. Gleichzeitig war es sehr kostspielig und nicht bei Dreharbeiten unter künstlichem Licht verwendbar. Beide kamen zu dem Schluss, das japanische Filmmaterial nicht zu nutzen. Stattdessen entsandte Nagata 1952 Midorikawa in die Vereinigten Staaten, um dort die aktuellen Entwicklungen im Bereich der Farbfilmtechnologie zu erforschen. In den Laboratorien von Eastman Kodak konnte Midorikawa mit dem neusten Farbfilmmaterial arbeiten, woraufhin man sich auf diesen Hersteller festlegte. Daraufhin entsandte Nagata im Frühjahr 1953 den Filmregisseur Teinosuke Kinugasa, den Kameramann Kōhei Sugiyama und den Leuchttechniker Ryu ebenfalls in die USA. Dort verbrachten sie fünf Wochen in den Filmstudios von Warner Bros. und wurden in allen Aspekten der Farbfilmfotografie unterrichtet und Nagata ließ die neueste amerikanische Technik nach Japan importieren.
Wie Rashomon basiert Das Höllentor auf einem in der Heian-Zeit angesiedelten Theaterstück, das jedoch vom zeitgenössischen Autor Kan Kikuchi (1888–1948) verfasst wurde. Nagata sollte später Kritik dafür ernten, dass sowohl Das Höllentor als auch weitere Filme wie Ugetsu – Erzählungen unter dem Regenmond (1953) speziell für den Export ins Ausland gefertigt wurden. Seiner Meinung nach war das japanische Gefühl für Struktur zu bizarr und komplex für das ausländische Publikum. „[…] für das ausländische Publikum, müssen wir die Geschichte einfach halten und die Komplexität durch die Figuren abwickeln. Folglich hatten all diese Filme, ‚Rashomon‘, ‚Jigokumon‘ und ‚Ugetsu‘, welche den Hauptpreis in Cannes und Filmpreise gewannen, nur zwei oder drei Hauptfiguren. Diese Filme gaben mir wirkliche Befriedigung.“, so Nagata.
Der Film wurde von Juli bis September 1953 abgedreht. Wie auch in Rashomon oder Ugetsu wurde die weibliche Hauptrolle von Machiko Kyō interpretiert.

## Rezeption
Bei Das Höllentor handelte es sich um die erste Studioproduktion von Daiei in Eastmancolor und den ersten japanischen Farbfilm, der im Ausland vertrieben wurde. Aufsehen bei der Fachkritik sollte vor allem die seinerzeit gute und dramaturgisch wirkungsvolle Farbgestaltung erregen.

### Japan und Frankreich
Das Höllentor wurde am 31. Oktober 1953 in Japan uraufgeführt. In Frankreich wurde der Film Ende März/Anfang April 1954 bei den Filmfestspielen von Cannes gezeigt und gelangte ab 25. Juni 1954 in die französischen Kinos. Die französische Filmzeitschrift Positif pries Das Höllentor als „Meisterwerk“, das seit der elisabethanischen Tragödie kein solches „Maß an Dichte in den leidenschaftlichen Gefühle“ erreicht hätte. Regisseur Teinosuke Kinugasa schöpfe seine Inspiration aus dem traditionellen Nō- und Kabuki-Theater, anstatt von einem fremden Kino beeinflusst zu werden. Ebenfalls wurde die Farbgestaltung des Films hervorgehoben. Andere französische Kritiker verglichen die Geschichte thematisch mit so bekannten europäischen Stoffen wie Phaidra oder Tristan und Isolde Cannes-Jurypräsident Jean Cocteau soll von dem Film so begeistert gewesen sein, dass er die übrigen Jurymitglieder von dessen Qualität überzeugte, die weniger vom japanischen Beitrag beeindruckt waren. Für ihn manifestierte sich im Film die Ästhetik japanischer Tradition – dem äußeren Erscheinen nach ein Nō-Stück mit dem Klang von wahrer Authentizität. Cocteau stellte später auch für die französischsprachige Fassung, La Porte de l’enfer, einen einleitenden Text zur Verfügung.
Regisseur Teinosuke Kinugasa selbst war nicht mit dem Film zufrieden und begegnete dem Lob der ausländischen Fachpresse eher mit Misstrauen. In einer für die japanischen Presse bestimmten Erklärung, nach dem Gewinn des Grand Prix in Cannes, bezeichnete er Das Höllentor als einen „leeren Film“ und verstand die Preisvergabe nicht. Gleichermaßen sah die japanische Filmkritik den Erfolg des Films gänzlich in seinem Exotismus und seiner schönen Farbfotografie begründet. Das Höllentor fiel bei der heimischen Kritik und beim Publikum durch, während er dagegen im Ausland zu einem Arthouse-Erfolg avancierte.

### Deutschland
Ein Kinostart in der Bundesrepublik Deutschland erfolgte am 22. Oktober 1954 im Verleih der Pallas.
Die zeitgenössische Kritik der Frankfurter Allgemeinen Zeitung verwies auf die „prächtige Farbenschau“, mit der nur die „besten europäischen und amerikanischen Farbfilme konkurrieren“ könnten. Gelobt wurde auch die Leistung der Schauspieler, die trotz ihrer zeremoniellen Gehaltenheit „unerhört lebendig“ agieren würden. Hauptdarstellerin Machiko Kyō umgebe ein unerhörter erotischer „Zauber“. Sie präsentiere sich „in den darstellerischen Mitteln durch äußerste Kargheit stark“. Dennoch hatte der Rezensent Probleme, wie man den Samuraistoff im „heutigen, industriellen, demokratisierten Japan“ verstehen könnte. „Ist der Film eine künstlerische Glanzleistung reaktionärer, restaurativer Urheber? Oder haben die japanischen Massen zu solchem Ethos ein direktes oder auch indirektes Verhältnis? Wir wissen es nicht. Jedenfalls steht das Werk am äußersten Gegenpol westlicher Emanzipation. Vielleicht haben wir den Film, in dem die männliche vitale Gewalt trotz der Formgebundenheit der ritterlichen Welt mit naturalistischen Mitteln geradezu schnaubend und fauchend dargestellt wird, als Abwehr gewisser Kinseyeinflüsse der Besatzungsmacht zu verstehen?“, so der Kritiker.
Der kfd beschrieb Höllentor als balladesken, streng ästhetisch stilisierten Historienfilm über Liebe, Treue, Mut und Ehre. Der Film wäre „auch ohne Worte, allein durch seine Farben, verständlich“.
Reclams Filmführer sah in der japanischen Produktion „eine stimmungsvolle Ballade von Mut, Treue und Leidenschaft“. Der Regisseur habe sein Historiengemälde „stilsicher inszeniert“.

### USA
In den Vereinigten Staaten wurde der Film am 23. Dezember 1954 erstmals in New York gezeigt. Dort hielt sich Das Höllentor über elf Monate lang im Programmkino. Bosley Crowther (The New York Times) pries ebenfalls die Farbgestaltung des Films sowie die Hauptdarstellerin Machiko Kyō. Die Geschichte sei „weniger komplex oder abstrus“ angelegt wie jene der Filme Rashomon oder Ugetsu. Das Geheimnis von Das Höllentor liege laut Crowther eventuell in seiner „Subtilität“, mit der der „untergründige Schwall von großen Emotionen“ mit der „prächtigsten Flut von zum Vorschein kommender Gelassenheit“ verbunden werde. Kyō spiele kraftvoll mit einem Minimum an Gestik und setze mit einem Maximum ihre Mimik ein. Ihr „kleiner Mund und Nase“ würden „das Gefühl von Traurigkeit und Verzweiflung“ übertragen, die dem Film so gut angedeihe. Kinugasa erreiche mit seiner Regie und seinem Drehbuch solch „außergewöhnlichen emotionalen Druck“, dass es an „wahrer Zauberei“ grenze.
Der Filmhistoriker Darrell William Davis sollte den Film als eine „kurze Stilisierung von japanischen Dingen für den westlichen Verbrauch“ beschreiben. Als „schönste Farbfotografie, die jemals die Kinoleinwand zierte“ priesen die beiden Filmhistoriker Joseph L. Anderson und Donald Richie Das Höllentor.

## Auszeichnungen
Das Höllentor nahm 1954 am Wettbewerb der 7. Internationalen Filmfestspiele von Cannes teil, wo die Produktion unter Jurypräsident Jean Cocteau als erster japanische Beitrag mit dem Hauptpreis („Grand Prix“) ausgezeichnet wurde. Im selben Jahr teilte sich Kinugasa gemeinsam mit vier weiteren Filmen den Hauptpreis des Internationalen Filmfestivals von Locarno und gewann den New York Film Critics Circle Award als Bester fremdsprachiger Film.
1955 gewann Sanzo Wada den Oscar in der Kategorie Bestes Kostümdesign für einen Farbfilm, während die Produktion mit einem Ehrenpreis als bester fremdsprachiger Film ausgezeichnet wurde. Im selben Jahr folgte eine Nominierung für den British Film Academy Award als bester Film, der jedoch an den französischen Beitrag Lohn der Angst von Henri-Georges Clouzot verliehen wurde. 1957 wurde Hauptdarstellerin Machiko Kyō mit dem finnischen Jussi als beste ausländische Darstellerin preisgekrönt.